# 5-й горный армейский корпус СС
5-й горный армейский корпус СС (нем. V. SS-Gebirgs-Korps) — оперативно-тактическое объединение войск СС нацистской Германии периода Второй мировой войны. Создан в июле 1943 года. Состоял из частей СС и вермахта.

## Формирование
Штаб корпуса создан 1 июля 1943 г. в Берлине, планировалось использовать корпус как штаб антипартизанских частей в Югославии. Подчинённые корпусу дивизии находились в различных местах. 7-я добровольческая горнопехотная дивизия СС «Принц Евгений» уже сражалась с партизанами в Боснии, а 13-я добровольческая горнопехотная дивизия войск СС «Ханджар» заканчивала своё формирование во Франции. Для создания корпусных частей были использованы некоторые подразделения 7-й дивизии СС.

## Боевой путь корпуса
Летом 1943 г. штаб корпуса прибыл в Югославию. Осенью 1943 г. части корпуса приняли участие в разоружении итальянских частей на Далматинском побережье. В октябре части корпуса были размещены гарнизонами по всей Боснии, а в следующем месяце штаб корпуса был расположен в Мостаре. Главной задачей корпуса были антипартизанские операции. Части корпуса участвовали практически во всех крупных антипартизанских операциях 1943—1944 гг. в Боснии.
В январе 1945 г. штаб корпуса и его вспомогательные части начали перебрасываться в расположение группы армий «Висла». Прибыв на Одерский фронт, корпус вошёл в состав 9-й армии. Вместе с этой армией корпус участвовал в оборонительных боях на Одере и позже в обороне Франкфурта-на-Одере. На 17 марта 1945 г. общая численность корпуса составляла 18 769 человек, включая 9 039 человек, находившихся в крепости Франкфурт-на-Одере. Вместе с 9-й армией корпус попал в Хальбский котёл. В мае 1945 г. на юге от Берлина части корпуса сложили оружие.

## Состав корпуса
В декабре 1943:
- 7-я добровольческая горнопехотная дивизия СС «Принц Евгений»
- 1-я горнопехотная дивизия
- 118-я лёгкая пехотная дивизия
- 181-я пехотная дивизия
- 369-я пехотная дивизия (хорватская)

В сентябре 1944:
- 7-я добровольческая горнопехотная дивизия СС «Принц Евгений»
- 118-я лёгкая пехотная дивизия
- 369-я пехотная дивизия (хорватская)

В марте 1945:
- 32-я добровольческая пехотная дивизия СС «30 января»
- 286-я пехотная дивизия
- 391-я охранная дивизия
- гарнизон Франкфурта

## Командующие корпусом
- обергруппенфюрер СС и генерал войск СС Артур Флепс (июль 1943 — 21 сентября 1944)
- обергруппенфюрер СС и генерал войск СС Фридрих Крюгер (1 октября 1944 — 1 марта 1945)
- обергруппенфюрер СС и генерал войск СС Фридрих Еккельн (1 марта — 9 мая 1945)